# 开州街道
开州街道，是中华人民共和国河南省濮阳市华龙区下辖的一个乡镇级行政单位。

## 行政区划
开州街道下辖以下地区：
北豆村、张仪村、许村北街村、许村东街村、许村南街村、孟村、大庙村、祁家庄村、貌庄村和娄店村。